# Tanjung Balai Kota I
Tanjung Balai Kota I is een bestuurslaag in het regentschap Tanjung Balai van de provincie Noord-Sumatra, Indonesië. Tanjung Balai Kota I telt 2703 inwoners (volkstelling 2010).